# 陳家洛
陳 家洛（ちん からく、簡体字: 陈 家洛、拼音: Chén Jiāluò）は、金庸の武俠小説『書剣恩仇録』に登場する架空の人物。金庸作品初の主人公。

## 生涯
反清秘密結社「紅花会」の2代目総舵主（リーダー）。平素は書生の姿をしているが、「天池怪俠」袁士霄の元で一流の武功を身につけている。御曹司らしく性格は穏やか。
ある日、打倒すべき漢民族の敵である乾隆帝が、実は漢民族の生まれで自分の実の兄だと知り愕然とする。その後二人は交流を重ね、お互いを認めるようになる。そして陳家洛は乾隆帝に、満州族を追い出して漢民族の王朝を復興させる（「滅満興漢」）よう説得を繰り返していく。二人はとりあえず兄弟の情を考え、「互いに殺さない」という誓いを立てる。
その過程で陳家洛はウイグル族の美女、ホチントンや香香公主（カスリー）に出会い、恋に落ちる。しかし兄弟、仲間、恋人、大義など相容れない思いの狭間で、陳家洛は苦悩することになる。
『書剣恩仇録』から数年後、陳家洛は『飛狐外伝』にも登場する。こちらでは、中原を去っていたが、故人の墓参りに再び中原を訪れたという設定。このとき、陳家洛の外見が福康安（乾隆帝の私生児、陳家洛の甥に該当）に似ていたため、飛狐外伝の主人公・胡斐から襲撃を受けている。ただ、誤解が解ければ胡斐とは和解し、胡斐に協力している。

## 演じた俳優
映画
- 張瑛：『書剣恩仇録』 香港 1960年
- ティ・ロン：『書剣恩仇録』 香港 1981年
- チャン・ドゥオフー：『清朝皇帝』 香港 1987年

テレビドラマ
- アダム・チェン：『書剣恩仇録』 TVB 香港 1976年
- 游天龍：『書剣江山』 台湾電視公司（TTV） 台湾 1986年
- 彭文堅：『書剣恩仇録』 無綫電視（TVB） 香港 1987年
- 何家勁：『書剣恩仇録』 中華テレビ（CTS） 台湾 1992年
- ホアン・ハイビン：『書剣恩仇録』 中央電視台（CCTV） 中国 1994年
- チウ・マンチェク：『レジェンド・オブ・フラッシュ・ファイター 書剣恩仇録』 台湾中視 台湾 2002年
- ウー・チンザァ：『雪山飛狐』 中国 2007年
- チャオ・ジェンユー：『書剣恩仇録』 中央電視台（CCTV） 中国 2009年